# Cratere Ksa
Ksa è un cratere sulla superficie di Titano.